# Paradinas de San Juan
Paradinas de San Juan és un municipi de la província de Salamanca a la comunitat autònoma de Castella i Lleó.

## Demografia
| 1991 | 1996 | 2001 | 2004 |
| ---- | ---- | ---- | ---- |
| 679  | 663  | 632  | 585  |